# Can Güell (Garraf)
Can Güell és un edifici del poble de Garraf (Sitges). Can Güell és a les costes de Garraf, al costat de la carretera i de la torre de defensa medieval (Torre de Garraf). Actualment forma part d'un conjunt d'edificacions integrat pel Celler Güell, la capella i altres dependències construïdes molt posteriorment.
És una construcció de planta rectangular i coberta a dos vessants, de grans dimensions. La porta d'accés encarada al mar, és d'arc de mig punt amb dovelles de pedra. La distribució de les obertures és irregular. La masia ha experimentat nombroses modificacions al llarg dels anys, però conserva encara elements que la caracteritzen com els grans contraforts de sosteniment dels murs, el rellotge de sol de la façana o els escuts amb l'emblema del capítol catedralici.
La masia i els terrenys que l'envoltaven van pertànyer inicialment al Capítol de la Catedral. A l'inici del segle xix l'edifici fou saquejat i incendiat pels anglesos, que en aquell període estaven en guerra amb Espanya i França. El 1871, el conjunt pertanyia als béns nacionals i aquell mateix any, amb motiu de la construcció de la carretera de les costes fou subhastat i adquirit per Eusebi Güell i Bacigalupi. El conjunt va ser restaurat i posteriorment ampliat amb altres construccions, amb l'objecte d'explotar comercialment la vinya, cosa que es va fer fins al moment de la destrucció dels camps per causa de la fil·loxera.